# معهد صنعاء للغة العربية
معهد صنعاء للغة العربية يقع في مدينة صنعاء القديمة متخصص لتعليم اللغة العربية كلغة أجنبية.

## وصلات خارجية
- الموقع الرسمي